# Pins and Needles
Pins and Needles — четвёртый студийный альбом канадской рок-группы The Birthday Massacre, вышел 14 сентября 2010 года.
На сингл из этого альбома - «In the Dark» было снято видео, премьера состоялась 7 сентября 2010 года (режиссёры - M.Falcore и Rodrigo Gudino(Rue Morgue).

## Список композиций
Авторы музыки и текстов песен: Chibi, Rainbow, Michael Falcore, OE
1. «In the Dark» — 3:42
2. «Always» — 4:11
3. «Pale» — 3:58
4. «Control» — 3:20
5. «Shallow Grave» — 3:47
6. «Sideways» — 3:25
7. «Midnight» — 3:43
8. «Pins and Needles» — 4:19
9. «Two Hearts» — 3:20
10. «Sleepwalking» — 3:49
11. «Secret» — 4:23

## Позиции в чартах
| Чарт                         | Позиция |
| ---------------------------- | ------- |
| Deutsche Alternative Charts  | 1       |
| Billboard Billboard 200      | 152     |
| Billboard Top Heatseekers    | 6       |
| Billboard Independent Albums | 34      |
| German Newcomer Chart        | 7       |